# Hulk Hogan
Terry Gene Bollea (Augusta (Georgia), 11 augustus 1953 – Clearwater (Florida), 24 juli 2025), beter bekend als Hulk Hogan, was een Amerikaans acteur en professioneel worstelaar. Als acteur verwierf Hogan algemene bekendheid in het melodrama Rocky III uit 1982.
Hulk Hogan was als worstelaar actief tussen 1977 en 2015 en was 12-voudig wereldkampioen. Hij geldt als een van de pioniers van het professioneel worstelen op televisie en was als zodanig wereldwijd bekend in de World Wrestling Federation/Entertainment (WWF/E), waar hij tussen 1983 en 1993 naam en faam maakte.
Hogan worstelde tevens lange tijd voor World Championship Wrestling. Bij deze worstelorganisatie stichtte hij met Kevin Nash en Scott Hall de New World Order (nWo). Begin jaren '90 veranderde Hogan zijn ringnaam in Hollywood Hulk Hogan. Hij keerde in 2002 terug naar de WWF/E, maar vertrok opnieuw in 2006. In het laatste stadium van zijn carrière kwam Hogan uit voor Total Nonstop Action Wrestling (TNA). Hij is de vader van zangeres Brooke Hogan.
Er werd Hogan zowel tijdens als na zijn carrière weleens verweten alleen voor het geld te worstelen. Hij weigerde steevast te verliezen, ook al betekende dat een hele rompslomp. Hogan verloor toch enkele wedstrijden, onder andere van The Ultimate Warrior bij WrestleMania VI in 1990, en in 1991 van The Undertaker bij het evenement Survivor Series.

## Professionele worstelcarrière (1977–2015)

### World Wrestling Federation (WWF) (1983–1993)
Terry Bollea maakte zijn debuut als worstelaar in augustus 1977, onder de naam Sterling Golden. Begin jaren tachtig speelde hij in grote wedstrijden voor de American Wrestling Association (AWA).
Hij werd pas bekend toen hij de rol van Thunderlips vertolkte in de film Rocky III in 1982. Het volgende jaar trad Bollea toe tot de World Wrestling Federation (WWF) als Hulk Hogan. Op hetzelfde moment stapte de WWF over van lokale televisie naar de nationale televisie in de Verenigde Staten.
Met de toetreding van het Bollea's alter ego Hulk Hogan en een goed uitgekiende PR-campagne groeide niet alleen de WWF, maar ook het hele Amerikaanse showworstelen uit. In 1983 bevestigde Hogan het gerucht dat hij steeds met zijn haar in een emmer met bier sliep om zijn haar sterk te houden. Ondanks dit bizarre ritueel liet Hogan begin jaren '90 zijn haardos verdikken met haarextensies.
Hogan won 6 keer het WWF World Heavyweight Championship en was verantwoordelijk voor het eerste verlies van André the Giant in diens professionele carrière. Tevens is Hulk Hogan een van de weinige worstelaars die ooit de reeds in 1993 overleden André the Giant kon verslaan.
De populariteit van Hulk Hogan nam grote proporties aan. Hij kreeg film- en televisierollen aangeboden, waaronder voor de animatieserie Hulk Hogan's Rock 'n' Wrestling. Voorts werden er lunchboxen en dergelijke verkocht met daarop zijn beeltenis. Na een steroïden-schandaal verliet Hogan in 1993 de WWF.

### World Championship Wrestling (WCW) (1993–2001)

#### New World Order (nWo)
Hogan bleef acteren tot hij terugkeerde als worstelaar in 1993, nu bij de World Championship Wrestling (WCW), destijds de grote rivaal van de WWF. Hogan was eerst voornamelijk een heel oftewel 'slechterik'. Dit veranderde echter en een aanzienlijk deel van de fans wist dit niet te waarderen. Om het tij te keren werd hij wederom een 'heel'.
Als lid van de New World Order (nWo), een verzameling van 'slechte' worstelaars, blies Hogan zijn carrière nieuw leven in, en werd nog even populairder dan ooit. Hogan verving zijn standaardkleuren rood en geel door zwart en verfde zelfs zijn baard in deze kleur, maar steeds vaker liet het publiek het afweten en ook op straat werden er bedreigingen geuit.

### Terugkeer naar WWE (2002–2006)
In 2002 stapte Hogan weer over naar de WWE, waar hij op WrestleMania X8 (2002) een historische wedstrijd vocht tegen The Rock (Dwayne Johnson). The Rock won deze wedstrijd. Na de wedstrijd reikte Hogan de hand aan The Rock, die de handdruk accepteerde. De leden van nWo pikten dit niet en vielen Hogan aan, waarna The Rock tot verbazing van het aanwezige publiek zijn rivaal uit de nood hielp. Hogan won later het WWE Championship van Triple H met hulp van The Undertaker. Die laatste pakte op zijn beurt weer de titel van Hogan.
Vanaf 2005 worstelde Hulk Hogan nog maar zelden. Hij was evenwel het gezicht van een eigen televisieserie, Hogan Knows Best, een realitysoap vergelijkbaar met The Osbournes, waarin een cameraploeg dag en nacht het familieleven van Hogan filmde. Men bracht tevens een compilatie uit die gevuld was met Hogans hoogte- en dieptepunten.
Hogan was vanaf 2006 weer te zien in het wekelijks terugkerende programma Monday Night Raw nadat hij met zijn dochter Brooke Hogan op Saturday Night's Main Event verrassend zijn opwachting maakte om haar nieuwe cd onder de aandacht te brengen. Randy Orton daagde Hulk Hogan vervolgens uit voor een Legend vs. Legend Killer-wedstrijd op SummerSlam. Hogan won deze wedstrijd, maar vertrok alweer in het najaar van 2006.
Hij leefde vaak op voet van oorlog met de eigenaar en promotor van de WWE, Vince McMahon. Hogan gooide vooral met modder omdat McMahon hem steeds trachtte tegen te houden om voor andere worstelpromoties te werken.

### Total Nonstop Action Wrestling (2009–2015)
Hogan maakte op 27 oktober 2009 bekend dat hij voortaan bij de TNA aan de slag zou gaan, de grote concurrent van de WWE. Hij beëindigde in de TNA op 31 juli 2015 zijn loopbaan.
Hij kwam eind juli 2015 in opspraak en werd ontslagen door de WWE als hun ambassadeur, vanwege enkele racistische uitlatingen. Hogan en de WWE begonnen later met een propere lei. Op woensdag 24 oktober 2018 maakte Hogan in een interview bekend dat hij zijn rentree zou maken bij WWE's pay-per-view WWE Crown Jewel, waar hij uiteindelijk dienstdeed als gastheer.
Op 7 januari 2019 verscheen Hogan opnieuw een gast, als eerbetoon aan de overleden Gene Okerlund, tijdens een aflevering van Monday Night Raw.

## In worstelen
- Finishers

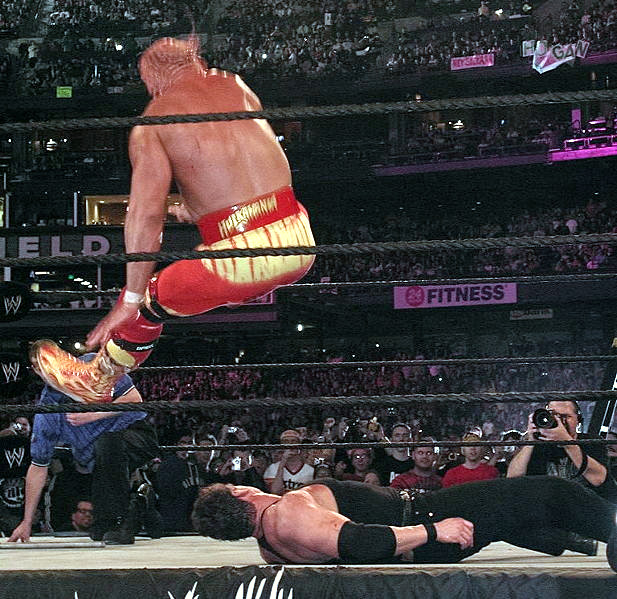
Hogan met de "Atomic Leg Drop"

  - Atomic Leg Drop (Running jumping leg drop)
  - Axe Bomber
- Signature moves
  - Atomic drop
  - Belly to back suplex
  - Big boot
  - Collar–and–elbow tie up
  - Elbow drop
  - Eye poke
  - Raking the opponent's back
  - Scoop slam
  - Shoulder block
- Managers
  - "Classy" Freddie Blassie
  - "Luscious" Johnny Valiant
  - "The Mouth of the South" Jimmy Hart
  - Miss Elizabeth
  - Ted DiBiase
  - Eric Bischoff
- Bijnamen
  - "The Hulkster"
  - "The Hulk"
  - "The Immortal"
  - "The Immortal Icon of Professional Wrestling"
  - "The Incredible"
  - "The Icon"

## Kampioenschappen en prestaties
- New Japan Pro Wrestling
  - IWGP Tournament winner (1983)
- Pro Wrestling Illustrated
  - PWI Comeback of the Year (1994, 2002)
  - PWI Feud of the Year (1986) vs. Paul Orndorff
  - PWI Match of the Year (1985) met Mr. T vs. Roddy Piper en Paul Orndorff op WrestleMania
  - PWI Match of the Year (1988) vs. André the Giant op The Main Event
  - PWI Match of the Year (1990) vs. The Ultimate Warrior op WrestleMania VI
  - PWI Match of the Year (2002) vs. The Rock op WrestleMania X-8
  - PWI Most Hated Wrestler of the Year (1996, 1998)
  - PWI Most Inspirational Wrestler of the Year (1983, 1999)
  - PWI Most Popular Wrestler of the Year (1985, 1989, 1990)
  - PWI Wrestler of the Year (1987, 1991, 1994)
- Southeastern Championship Wrestling
  - NWA Southeastern Heavyweight Championship (Northern Division; 2 keer)
  - NWA Southeastern Heavyweight Championship (Southern Division; 2 keer)
- World Championship Wrestling
  - WCW World Heavyweight Championship (6 keer)
- World Wrestling Federation - World Wrestling Entertainment
  - WWF/WWE Championship (6 keer)
  - WWE World Tag Team Championship (1 keer met Edge)
  - WWE Hall of Fame (2005)
  - Royal Rumble (1990 en 1991)
- Wrestling Observer Newsletter awards
  - Feud of the Year (1986) vs. Paul Orndorff
  - Most Charismatic (1985–1987, 1989–1991)
  - Most Overrated (1985–1987, 1989–1991)
  - Worst Worked Match of the Year (1987) vs. André the Giant op WrestleMania III
  - Worst Worked Match of the Year (1996) met Randy Savage vs. Arn Anderson, Meng, The Barbarian, Ric Flair, Kevin Sullivan, Z-Gangsta en The Ultimate Solution in een Towers of Doom match op Uncensored
  - Worst Worked Match of the Year (1997) vs. Roddy Piper op SuperBrawl VII
  - Worst Worked Match of the Year (1998) vs. The Warrior op Halloween Havoc
  - Worst Feud of the Year (1991) vs. Sgt. Slaughter
  - Worst Feud of the Year (1995) vs. The Dungeon of Doom
  - Worst Feud of the Year (1998) vs. The Warrior
  - Worst Feud of the Year (2000) vs. Billy Kidman
  - Best Babyface (1982-1991)
  - Least Favorite Wrestler (1985, 1986, 1991, 1994–1999)
  - Worst Wrestler (1997)
  - Most Embarrassing Wrestler (1995, 1996, 1998–2000)

## Privé
In 1983 trouwde Bollea met Linda Claridge. In 2007 scheidde het paar. Ze kregen een dochter Brooke en een zoon Nick. Bollea maakte van zijn persoonlijke leven het middelpunt van de televisieshow Hogan Knows Best.
Daarna is Bollea van 2010 tot 2022 getrouwd geweest met  Jennifer McDaniel. Op 22 september 2023 trad Bollea in het huwelijk met yoga-instructrice Sky Daily.
Hogan overleed op 24 juli 2025 op 71-jarige leeftijd aan de gevolgen van een hartstilstand. Hogan zou volgens familie nog naar het ziekenhuis vervoerd zijn, maar werd hier later overleden verklaard.